# Анґеліна Келер
Анґеліна Келер (нім. Angelina Köhler, 12 листопада 2000) — німецька плавчиня. Учасниця Чемпіонату світу з водних видів спорту 2022, де на дистанції 100 метрів батерфляєм в своєму півфіналі посіла 7-ме місце і не потрапила до фіналу, а в
змішаній естафеті 4x100 метрів комплексом її збірна посіла у фіналі 8-ме місце.